# Пировац
Пировац је насељено место и средиште истоимене општине у северној Далмацији, у саставу Шибенско-книнске жупаније, Република Хрватска. Према прелиминарним подацима са последњег пописа 2021. године у општини је живело 1.605 становника.

## Географија
Пировац се налази око 23 км северозападно од Шибеника.

## Историја
Насеље се до територијалне реорганизације у Хрватској налазило у некадашњој великој општини Шибеник.

## Насељена места
- Кашић
- Пировац
- Путичање

## Становништво
Према попису становништва из 2011. године, општина Пировац је имала 1.930 становника, од чега у самом Пировцу 1.704 становника.
| Демографија | Демографија | Демографија |
| Година      | Становника  | Становника  |
| ----------- | ----------- | ----------- |
| 1971.       | 1.556       |             |
| 1981.       | 1.480       |             |
| 1991.       | 1.513       |             |
| 2001.       | 1.608       |             |
| 2011.       |             | 1.704       |

## Попис 1991.
На попису становништва 1991. године, насељено место Пировац је имало 1.513 становника, следећег националног састава:
| Попис 1991.‍   | Попис 1991.‍  | Попис 1991.‍ | Попис 1991.‍ | Попис 1991.‍ |
| ------------- | ------------ | ----------- | ----------- | ----------- |
|               |              |             |             |             |
| Хрвати        | Хрвати       |             | 1.433       | 94,71%      |
| Срби          | Срби         |             | 19          | 1,25%       |
| Муслимани     | Муслимани    |             | 8           | 0,52%       |
| Југословени   | Југословени  |             | 7           | 0,46%       |
| Словенци      | Словенци     |             | 6           | 0,39%       |
| Албанци       | Албанци      |             | 2           | 0,13%       |
| Мађари        | Мађари       |             | 1           | 0,06%       |
| Македонци     | Македонци    |             | 1           | 0,06%       |
| Немци         | Немци        |             | 1           | 0,06%       |
| Румуни        | Румуни       |             | 1           | 0,06%       |
| Црногорци     | Црногорци    |             | 1           | 0,06%       |
| неопредељени  | неопредељени |             | 16          | 1,05%       |
| регион. опр.  | регион. опр. |             | 4           | 0,26%       |
| непознато     | непознато    |             | 13          | 0,85%       |
| укупно: 1.513 |              |             |             |             |

## Попис 2011.
На попису становништва 2011. године, општина Пировац је имала 1.930 становника, следећег националног састава:
| Попис 2011.‍   | Попис 2011.‍ | Попис 2011.‍ | Попис 2011.‍ | Попис 2011.‍ |
| ------------- | ----------- | ----------- | ----------- | ----------- |
|               |             |             |             |             |
| Хрвати        | Хрвати      |             | 1.788       | 92,64%      |
| Срби          | Срби        |             | 23          | 1,19%       |
| остали        | остали      |             | 119         | 6,15%       |
| укупно: 1.930 |             |             |             |             |